# Jim Rigsby
Jim Rigsby (n. 6 iunie 1923 – d. 31 august 1952) a fost un pilot de curse auto american, care a evoluat în Campionatul Mondial de Formula 1 în sezonul 1952.